# Skradinski buk
Skradinski buk posljednja je, sedma i najduža sedrena barijera na rijeci Krki i jedna od najpoznatijih prirodnih ljepota Hrvatske. 

## Opis
Nalazi se uzvodno od Skradina, a spada pod Dubravice. Najveće je sedreno slapište Europe.[nedostaje izvor] Slap čine sedrene kaskade, otoci i jezera. Preko 17 stepenica Skradinskog buka, raspoređenih na 800 metara dužine, posljednji se put prelijevaju zajedničke vode Krke i Čikole. Širina slapišta je od 200 do 400 metara s ukupnom visinskom razlikom od 45,7 metara. Ispod Skradinskog buka počinje potopljeni dio ušća rijeke Krke (estuarij). Veći dio sedre Skradinskog buka mlađi je od 10 tisuća godina. Izvan današnjeg vodotoka nalazi se, na području nekadašnjih vodotoka, "mrtva sedra" starosti oko 125 tisuća godina. 
Rast sedrene barijere na Skradinskom buku prouzročio je uzvodno ujezerenje vode rijeke Krke do Roškog slapa i u tri kilometra donjeg toka rijeke Čikole, tvoreći tako jednu od najneobičnijih i najljepših pejzažnih slika Nacionalnog parka. 
Još 1895. godine napravljen je zahvat vode za Hidroelektranu Krka koja je davala električnu energiju prvom cjelovitom elektroenergetskom sustavu s višefaznom izmjeničnom strujom. Danas je tamo elektrana iz 1903. male proizvodnje (35 GWh). Budući da za ljetnih niskih vodostaja oduzima vodu donjem dijelu Skradinskog buka nakon proglašenja Nacionalnog parka njezina je proizvodnja korigirana radi održavanja biodinamike slapišta i njegove adekvatnije turističke valorizacije.

## Vanjske poveznice
|  | Zajednički poslužitelj ima još gradiva o temi Skradinski buk |